# Qapqal Sibe

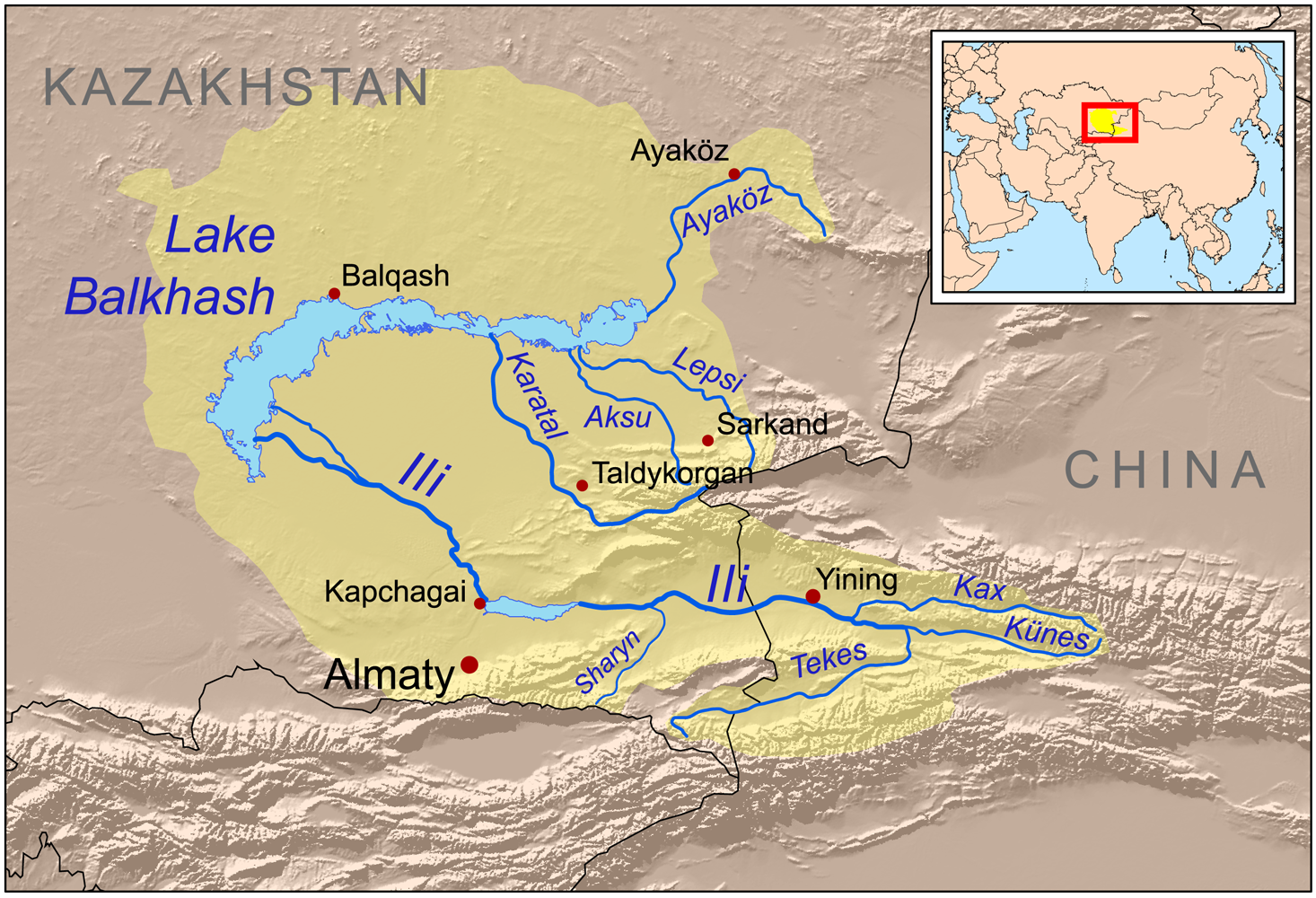
Qapqal Sibe está situada no Vale do Rio Ili.

Qapqal Sibe ou Qapqal é um dos oito municípios chineses no Vale do Rio Ili, na região autónoma de Sinquião, na China. É uma cidade na qual predomina a etnia xibe.